# جون ووكر (عسكري)
جون ووكر (بالإنجليزية: John Walker)‏ هو عسكري بريطاني، ولد في 26 مايو 1936.